# Vicka Ivanković
Vicka Ivankovic Mijatovic (Bijakovići, Bosnia y Herzegovina el 3 de septiembre de 1964) es una mística católica, misionera, conferencista y escritora reconocida porque afirma recibir visiones de la Virgen María conocidas como apariciones marianas de Medjugorje.

## Biografía
Vicka Ivanković nació en Bijakovići, Bosnia y Herzegovina, un pueblo cerca de Međugorje el 3 de septiembre de 1964. Es la mayor de ocho hijos y tiene cuatro hermanas y tres hermanos y su madre se llama Zlata, su padre vivía  pero en el momento de las apariciones marianas de Medjugorje se encontraba trabajando en Alemania. Completó la escuela obligatoria y luego se formó como tejedora en Mostar.
Afirma haber recibido apariciones diarias desde el 24 de junio de 1981 y conocer solo nueve de los «diez secretos». Es la mayor de los videntes, en el momento de las apariciones marianas de Medjugorje, tenía 16 años, afirma tener apariciones diarias, y en ocasiones dos, tres, cuatro o cinco veces al día.
Además de Ivan Dragičević y Marija Pavlović, quienes todavía dicen que disfrutan de la aparición diaria de la virgen María, ella es la única que vive en Međugorje.
Vicka Ivanković ha afirmado que la virgen María le confió la tarea de rezar por los enfermos, según sus afirmaciones, la aparición le contó su biografía desde enero de 1983 hasta abril de 1985.
 

Por consejo de su abuela, Vicka roció la "Gospa" con agua bendita el tercer día de las apariciones y dijo:
"Si eres Nuestra Señora, quédate con nosotros, si no lo eres, vete".
La Virgen María le respondió con una sonrisa:
"Sí, soy yo" 
y rezaron juntas el Credo. En este contexto, la vidente relata que notó cómo el agua bendita corría por el manto de la "Gospa", lo que testimonia la tridimensionalidad de las manifestaciones en Medjugorje. Su abuela también le había recomendado que mientras esperaba rezase las oraciones tradicionales de esa zona: siete padrenuestros, siete avemarías, siete glorias y un credo. 

### Vida personal
Vicka Ivanković es prima de Ivanka Ivanković la Vidente, vive en Grude, un pequeño pueblo cerca de Međugorje y está casada con Mario Mijatović desde el 26 de enero de 2002, con quien tiene tres hijos: Maria, Sofia y Anton. Sin embargo, seguirá recibiendo peregrinos en su antigua casa de Medjugorje para dar testimonio de los mensajes de la virgen.

### Escritos
Una de las principales controversias del fenómeno Međugorje fue su diario sobre las apariciones, que se hicieron públicas, sin su consentimiento. Vicka Ivanković ha afirmado que la copia de sus diarios ocurrió sin su conocimiento o consentimiento.

## Libros
- Nuestra Señora es nuestra madre
- Vía crucis con Vicka en el monte Krizevac